# Exponencial d'una matriu
L'exponencial d'una matriu és una funció definida sobre les matrius quadrades, similar a la funció exponencial.
Sigui {\displaystyle X} una matriu {\displaystyle n\times n} de nombres reals o complexos. L'exponencial de {\displaystyle X}, denotada per {\displaystyle e^{X}} o {\displaystyle \exp(X)} és la matriu {\displaystyle n\times n} definida per la sèrie de potències:

{\displaystyle e^{X}=\sum _{k=0}^{\infty }{\frac {X^{k}}{k!}}.}

Aquesta sèrie convergeix per a tota matriu {\displaystyle X}. Observem que, si la matriu {\displaystyle X} és una matriu 1×1, l'exponencial de {\displaystyle X} correspon amb l'exponencial ordinària.

## Propietates
Siguin {\displaystyle X} i {\displaystyle Y} dues matrius {\displaystyle n\times n}, i siguin també {\displaystyle a} i {\displaystyle b} dos nombres complexos qualssevol. Denotem per {\displaystyle I} la matriu identitat, i per {\displaystyle 0} la matriu nul·la. Llavors:
1. Matriu identitat: {\displaystyle e^{0}=I\,}.
2. Linealitat: {\displaystyle \exp(a\,X)\exp(b\,X)=e^{(a+b)\,X}}.
3. {\displaystyle \exp(X)\,\exp(-X)=I}. Aquesta propietat és conseqüència de les dues anteriors.
4. Matriu inversa: {\displaystyle (e^{A})^{-1}=e^{-A}\;} conseqüència de l'anterior
5. Relació traça-determinant: {\displaystyle \det e^{X}=e^{trX}\,}.
6. {\displaystyle \exp {X^{\dagger }}=(\exp X)^{\dagger }}, on {\displaystyle X^{\dagger }} denota la transposada de la matriu {\displaystyle X}.
7. Preservació de la commutació: Si {\displaystyle X\,Y=Y\,X} llavors {\displaystyle e^{X}\,e^{Y}=e^{X+Y}=e^{Y}e^{X}}.
8. Si {\displaystyle Y\,} és invertible, llavors {\displaystyle e^{YXY^{-1}}=Y\,e^{X}\,Y^{-1}}.
9. Acotació de la norma: {\displaystyle \|e^{A}\|\leq e^{\|A\|}}

D'aquí se segueix que, si {\displaystyle X} és simètrica, llavors la seva exponencial també ho és. Si {\displaystyle X} és antisimètrica, la seva exponencial és ortogonal.
- {\displaystyle \exp(X^{*})=(\exp X)^{*}\,} on {\displaystyle X^{*}\,} denota la transposada conjugada de {\displaystyle X}.

D'aquí se segueix que, si {\displaystyle X} és hermítica, llavors la seva exponencial també ho és. Si {\displaystyle X} és antihermítica llavors la seva exponencial és unitària.

## Càlcul de l'exponencial de matrius

### Matrius diagonals i diagonalitzables
Si una matriu {\displaystyle A} és diagonal:
{\displaystyle A={\begin{bmatrix}a_{1}&0&\ldots &0\\0&a_{2}&\ldots &0\\\vdots &\vdots &\ddots &\vdots \\0&0&\ldots &a_{n}\end{bmatrix}},}
llavors la seva exponencial s'obté prenent les exponencials de cadascun dels elements de la diagonal principal:
{\displaystyle e^{A}={\begin{bmatrix}e^{a_{1}}&0&\ldots &0\\0&e^{a_{2}}&\ldots &0\\\vdots &\vdots &\ddots &\vdots \\0&0&\ldots &e^{a_{n}}\end{bmatrix}}.}
Si tenim una matriu {\displaystyle M\;} diagonalitzable llavors:

{\displaystyle M=PDP^{-1}\;}

on {\displaystyle D\;} és una matriu diagonal, i {\displaystyle P\;} és una matriu no singular, que pot escollir-se de tal forma que sigui unitària. L'exponenciació de matrius diagonalitzables pot reduir-se al cas de l'exponencial d'una matriu diagonal, tot fent servir la propietat 8 mencionada a dalt:

{\displaystyle e^{M}=Pe^{D}P^{-1}\;}

### Matrius que admeten forma de Jordan
L'exponencial d'una matriu que té estructura de bloc de Jordan és molt senzilla:

{\displaystyle B_{J}={\begin{bmatrix}\lambda &1&0&\cdots &0\\0&\lambda &1&\cdots &0\\0&0&\lambda &\cdots &0\\\vdots &&&\ddots &\vdots \\0&0&0&\cdots &\lambda \end{bmatrix}}\Rightarrow \qquad e^{B_{J}}={\begin{bmatrix}e^{\lambda }&{\frac {e^{\lambda }}{1!}}&{\frac {e^{\lambda }}{2!}}&\cdots &{\frac {e^{\lambda }}{(n-1)!}}\\0&e^{\lambda }&{\frac {e^{\lambda }}{1!}}&\cdots &{\frac {e^{\lambda }}{(n-2)!}}\\0&0&e^{\lambda }&\cdots &{\frac {e^{\lambda }}{(n-3)!}}\\\vdots &&&\ddots &\vdots \\0&0&0&\cdots &e^{\lambda }\end{bmatrix}}}

Hom diu que una matriu {\displaystyle M\;} admet forma canònica de Jordan {\displaystyle J\;} quan existeix una altra matriu no singular tal que:

{\displaystyle M=P^{-1}JP\;}

essent {\displaystyle J\;} una matriu triangular formada per blocs de Jordan (és a dir, la diagonal principal de la qual conté els valors propis de {\displaystyle M\;}, i només la diagonal superior a la principal té alguns valors 1). En aquest cas, l'exponencial pren la forma:

{\displaystyle M=P^{-1}JP\to e^{M}=e^{P^{-1}JP}=\sum _{k=0}^{\infty }{\frac {(P^{-1}JP)^{k}}{k!}}=\sum _{k=0}^{\infty }{\frac {P^{-1}(J)^{k}P}{k!}}=P^{-1}e^{J}P}

## Aplicacions
- Donat un sistema d'equacions diferencials a coeficients constants:

{\displaystyle {\begin{cases}{\dot {\mathbf {X} }}(t)=\mathbf {A} \mathbf {X} (t)+\mathbf {f} (t)\\\mathbf {X} (t_{0})={\mathbf {X} }_{0}\end{cases}}}

on {\displaystyle \mathbf {X} (t)} representa el vector de funcions incògnita, la solució d'aquest sistema ve donada per l'exponenciació de la matriu de coeficients:

{\displaystyle \mathbf {X} (t)=e^{\mathbf {A} (t-t_{0})}\mathbf {X} _{0}+\int _{t_{0}}^{t}e^{\mathbf {A} (t-s)}\mathbf {f} (s)\ ds}

## Generalitzacions
En mecànica quàntica hom pot definir l'exponencial de l'operador hamiltonià, que és un operador lineal sobre un espai vectorial de Hilbert de dimensió infinita. L'evolució temporal del sistema quàntic, el hamiltonià del qual no depengui del temps, ve donada per:

{\displaystyle |\Psi (t)\rangle =\exp(it{\hat {H}})|\Psi _{0}\rangle }

En general, el càlcul de l'exponencial d'un operador pot resultar complexa si no es coneixen els estats propis del hamiltonià, per la qual cosa la solució anterior resulta de vegades tan complicada com la resolució de l'equació de Schrödinger.
En mecànica quàntica de camps, la matriu S es pot calcular també a partir d'una exponencial d'un operador. Com que, en general, el càlcul directe de l'exponencial no és senzill, hom empra sèries pertorbatives per calcular l'exponencial. Aquestes sèries pertorbatives són les anomenades sèries de Feynman, cadascuna calculable a partir d'un diagrama de Feynman. Usualment, aquestes sèries tenen el problema addicional de ser sèries formals, amb la qual cosa la seva suma directa no proporciona un resultat finit, i per aquesta raó aquest procediment requereix tècniques addicionals de renormalització.